# Lebrija (Spagna)
Lebrija è un comune spagnolo di 26 434 abitanti situato nella comunità autonoma dell'Andalusia.
Il 19 dicembre 1992 il territorio comunale venne suddiviso e fu creato il nuovo comune di El Cuervo de Sevilla.
Fu la patria di Antonio de Nebrija, filologo, pedagogo, poeta e astronomo, autore della prima grammatica spagnola e di Luis Collado che fu ingegnere militare.

## Geografia fisica
Il Guadalquivir scorre nella parte occidentale del comune.